# Balkanisering
Balkanisering is het uiteenvallen van veelvolkeren-staten in kleine natiestaten die elkaar niet zelden vijandig gezind zijn.
Het begrip stamt uit het begin van de 20e eeuw toen het Osmaanse rijk bij de Balkanoorlogen uiteen viel. 

Het uiteenvallen van Joegoslavië

Het begrip werd aan het eind van de 20e eeuw nieuw leven ingeblazen door de oorlogen in Joegoslavië toen de veelvolkerenstaat Joegoslavië uiteenviel in etnisch meer homogene staten. 